# Sulejman Wspaniały
Sulejman Wspaniały (tur. Muhteşem Süleyman, osm. سليمان اول, arab. ‏سليمان‎, zwany również Prawodawcą, Kanuni, arab. ‏القانوني‎; ur. 6 listopada 1494, zm. 6 lub 7 września 1566 podczas oblężenia Szigetváru) – sułtan osmański w latach 1520–1566. Był synem Selima I Groźnego i Ayşe Hafsy (Hafizy).
W czasach jego panowania Imperium Osmańskie osiągnęło szczyt swojej potęgi. Prowadził liczne wojny, w wyniku których znacznie rozszerzył terytorium państwa (był największym, jeśli chodzi o obszar przyłączonych ziem, zdobywcą osmańskim). Przeprowadził reformę administracji, armii, finansów. Był mecenasem kultury oraz poetą (pisał pod pseudonimem Muhibbi).

## Życie prywatne, rodzina
Imię pierwszej żony Sulejmana jest nieznane. Umownie nazywa się ją Fülane. Poślubił ją w roku 1511, gdy przebywał w Kefie. Według Jerzego Łątki dożyła 1550 roku.
Druga żona – Gülfem – była matką Murada. Istnieją dwie wersje śmierci Gülfem: według jednej została zabita między 1561 a 1562 rokiem podczas usiłowania zamachu na sułtana, według drugiej uduszono ją na rozkaz Sulejmana, gdyż zapożyczyła się u jednej z niewolnic bądź sprzedała jej noc w alkowie.
Trzecia żona – Mâhidevrân – była bardziej znana jako Gülbahar („wiosenna róża”). Po śmierci Mahmuda jej syn Mustafa (zarządca prowincji Manisa od 1533), początkowo uznany przez Sulejmana za następcę tronu, został stracony na rozkaz ojca, gdyż sułtan zaczął obawiać się jego rosnących wpływów w armii.
Czwarta żona – Roksolana – znana również jako Hürrem, miała z Sulejmanem szóstkę dzieci: Mehmeda, Mihrimah, Abdullaha, Selima, Bayezida i Cihangira. W 1534 r. została jako jedyna prawowitą żoną Sulejmana.

### Siostry Sulejmana
| Imię   | Małżeństwa                                              | Lata życia  | Dzieci                    |
| ------ | ------------------------------------------------------- | ----------- | ------------------------- |
| Hatice | Iskender Bey Ibrahim Pasza                              | 1496–1543   | Mehmed Hanım Fülane       |
| Fatma  | Kara Mustafa Pasza Kara Ahmed Pasza Hadim Ibrahim Pasza | 1500–1573   | –                         |
| Hafsa  | Çoban Mustafa Pasza                                     | 1500–1538   | Osman                     |
| Beyhan | Fehrat Pasza Ayas Mehmed Pasza                          | 1490 – 1559 | –                         |
| Şah    | Lütfi Pasza                                             | 1509–1572   | Esmahan Baharnaz Neslihan |

### Konkubiny Sulejmana
| Imię                       | Dzieci                                             | Lata związku               | Pochodzenie                                             | Życie                  |
| -------------------------- | -------------------------------------------------- | -------------------------- | ------------------------------------------------------- | ---------------------- |
| Fülane                     | Mahmud Fatma Nur                                   | 1511–ok. 1520/1550         | Afrykanka lub Greczynka                                 | ok. 1497–1520 lub 1550 |
| Gülfem                     | Murad                                              | 1511–1561 lub 62           | Sycylijka lub Czarnogórzanka                            | 1497–1561 lub 1562     |
| Mâhidevrân                 | Mustafa Ahmed Raziye                               | 1512–1566                  | Albanka                                                 | 1500–1580              |
| Roksolana (prawowita żona) | Mehmed Mihrimah Abdullah Selim II Bayezid Cihangir | 1520–1558 (ślub w 1534 r.) | Rusinka (tereny podległe ówcześnie Królestwu Polskiemu) | ok. 1505–1558          |

### Związek Sulejmana z Roksolaną (Hürrem)

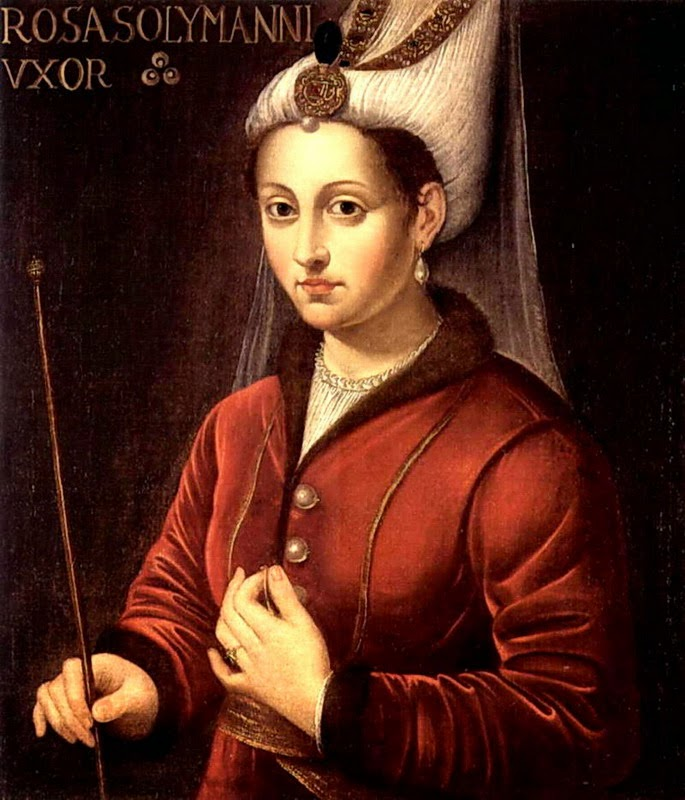
Roksolana

Nieznane jest pochodzenie Roksolany, według różnych źródeł mogła ona pochodzić z ruskiej części Królestwa Polskiego i prawdopodobnie została ofiarowana sułtanowi jako niewolnica przez paszę Ibrahima z Pargi.
Pierwszy syn Sulejmana i Roksolany urodził się w 1521 roku. Roksolana była wielką miłością władcy. Adresował do niej poezję miłosną. Para pozostawiła wiele listów miłosnych. W roku 1530 (data podawana przez angielskiego posła na dworze sułtańskim, George’a Younga) odbył się oficjalny ślub Sulejmana i Roksolany oraz wystawne wesele. Sułtanka zaproponowała budowę meczetu noszącego imię Sulejmana. Pomysł ten zrealizował nadworny architekt Sinan. Wielki wpływ na panującego wykorzystywała do rozgrywek politycznych: wpływała na politykę zewnętrzną (przypisuje się jej przyjazne nastawienie sułtana do Polski), prowadziła korespondencję z Boną Sforzą i Zygmuntem II. Brała udział w walce o wyznaczenie następcy tronu; spowodowała, że jej syn Selim po śmierci ojca objął tron jako Selim II.
Po jej śmierci padyszach prowadził działalność poświęconą pamięci żony (kontynuując dzieło rozpoczęte przez Roksolanę w ostatnich latach życia). Sulejman ufundował na jej cześć meczet, który wybudował architekt Sinan w 1550, na miejscu kościoła świętego Jerzego w Üsküdar, azjatyckiej części Stambułu (w starożytności Chalcedon) oraz liczne obiekty poświęcone jej pamięci. Zostali pochowani w jednej krypcie, ich grobowce sąsiadują ze sobą. Zapoczątkowany przez Roksolanę 130-letni okres rzeczywistego wpływu żon sułtanów na ich mężów nazywany jest sułtanatem kobiet.
Panuje przekonanie, że Sulejman najbardziej kochał córkę Mihrimah. Wykorzystywała to Roksolana, manipulując sułtanem za pomocą dziecka. Później sama Mihrimah wykorzystywała swój wpływ na ojca, by osiągnąć własne cele. W 1539 roku została wydana za mąż za paszę Rüstema, późniejszego wielkiego wezyra.
Spośród synów ojca przeżył jedynie Selim. Pozostali zmarli w trakcie walki o następstwo po ojcu. Roksolana, snując intrygi przeciw Mustafie, przyczyniła się do jego śmierci (został uduszony z polecenia Sulejmana). Legenda podaje, że Cihangir zmarł z żalu po swoim bracie. Bayezid po nieudanej próbie wyeliminowania Selima schronił się wraz z 12 000 swoich ludzi w Persji. Skorzystał w ten sposób z pomocy wroga imperium, stając się zdrajcą. Sulejman porozumiał się z Tahmaspem, szachem Persji, w wyniku czego zwolenników Bayezida zabito w zamian za 400.000 złotych monet, a jego samego wraz z czterema synami wydano posłańcom sułtana.

## Polityka zagraniczna i podboje

Imperium Osmańskie

Za panowania Sulejmana Imperium Osmańskie znacznie rozszerzyło swe granice. Głównym kierunkiem ekspansji była Europa, jednak władca pozyskał również terytoria w Azji i Afryce. Osobiście brał udział w trzynastu kampaniach wojennych. W swej polityce zagranicznej posługiwał się również umowami międzynarodowymi – to właśnie dzięki nim udało mu się przełamać politykę izolacyjną prowadzoną w stosunku do jego państwa przez kraje europejskie.
Gdy Sulejman obejmował władzę, Imperium Osmańskie było w Europie poddane izolacji jako państwo muzułmańskie. Utrzymywało z mocarstwami chrześcijańskimi jedynie sporadyczne kontakty.
Wraz z narastającą ekspansją muzułmanów pojawiały się kolejne konflikty. Najpoważniejszy związany był z walką o koronę Węgier, gdzie do rywalizacji z sułtanem stanęli Habsburgowie (Ferdynand I oraz, wspomagający go poprzez walkę na Morzu Śródziemnym, Karol V). Spór z Habsburgami spowodował zacieśnienie stosunków z Francją, która również była z nimi w konflikcie. Franciszek I Walezjusz dążył do sojuszu z Imperium Osmańskim. Starania te doprowadziły do zawarcia w 1535 roku układu między Franciszkiem I a Sulejmanem (nazwanego wówczas kapitulacją, jednak w znaczeniu innym niż obecne). Był to akt obustronnych przywilejów (handlowych), bez dyskryminacji żadnej ze stron.
Za przykładem Francji poszły inne kraje europejskie, w pełni akceptując Imperium Osmańskie jako uczestnika polityki europejskiej. Z czasem liczne układy podpisywane z państwami europejskimi przyczyniły się do penetracji rynku wewnętrznego Imperium Osmańskiego przez kupców zagranicznych i osłabienia jego pozycji ekonomicznej.
W polityce europejskiej Sulejmana występowały również dwie republiki kupieckie: z Wenecją rywalizował on o wpływy w basenie Morza Śródziemnego, natomiast Dubrownik, wystawiony na możliwe represje ze strony Imperium, popierał politykę sułtana (kontyngent wojsk republiki walczył wraz z armią padyszacha podczas wyprawy na Węgry w 1521 roku). Portugalia i Hiszpania walczyły z Imperium Osmańskim na Morzu Śródziemnym i Oceanie Indyjskim.

### Relacje z Polską
Nim Sulejman objął panowanie, oba państwa zawarły trzyletni pokój (1 października 1519). Przestał on jednak formalnie obowiązywać po śmierci Selima I (zgodnie z osmańską tradycją traktaty podpisane przez władcę wygasają wraz z jego śmiercią). Sulejmanowi zależało na przyjaznych stosunkach z Polską – poza zapewnieniem sobie spokoju na granicy miał nadzieję na poparcie Lechistanu (turecka nazwa Rzeczypospolitej), a przynajmniej na jego neutralność, w konflikcie z Habsburgami. Również Zygmunt Stary nie chciał konfliktu z Imperium Osmańskim, koncentrując swą politykę na innych celach. Podczas wyprawy na Węgry w 1521 roku Sulejman rozważał zaatakowanie Polski przy pomocy Tatarów, jednak Zygmunt Stary, przestrzegając układu i mając nadzieję na nowy, wysłał skromne posiłki, choć krajem władał wówczas jego bratanek Ludwik II Jagiellończyk. Tak określony status quo pomiędzy państwami utrzymywał się nadal, pomimo trwającego konfliktu na Węgrzech. 26 października 1528 roku podpisany został traktat, gwarantujący przyjazne stosunki pomiędzy obydwoma państwami, zwrot jeńców za wykupem oraz wolność handlu.
Na stosunkach pomiędzy Polską a Imperium Osmańskim zaciążył Piotr Raresz, hospodar mołdawski, który w 1530 roku najechał należące do Polski Pokucie (prawdopodobnie stało się tak za milczącym przyzwoleniem padyszacha). Raresz był jednocześnie lennikiem Sulejmana, Polska nie mogła więc otwarcie rozpocząć z nim wojny, nie ryzykując konfliktu z sułtanem. Po wymianie listów załagodzono spór. Kontynuowano politykę rozwijania przyjaznych stosunków poprzez liczne listy i działalność posłów. Sułtan nie chciał zwłaszcza dopuścić do zbliżenia Zygmunta Starego z Habsburgami (poprzez małżeństwo Zygmunta Augusta z Elżbietą Habsburżanką). Efektem było zawarcie pokoju „wieczystego” w 1533 (podpisanego przez króla Polski 1 maja).
Mimo oficjalnego dokumentu Petru Raresz ponownie zajął Pokucie w styczniu 1538 roku. Sulejman odrzucił propozycję wspólnej wyprawy karnej, złożoną przez Zygmunta Starego, i samodzielnie przeprowadził ekspedycję (tym bardziej, że hospodar próbował się uniezależnić, przestał płacić haracz i nawiązał współpracę z Habsburgami). Po pokonaniu Raresza (15 września sułtan zajął Suczawę) problem Mołdawii przestał zakłócać stosunki polsko-osmańskie. W wyniku kampanii Sulejman przyłączył południową część Hospodarstwa Mołdawskiego (tzw. Budziak) bezpośrednio do ziem Imperium Osmańskiego. Rozprawa z niepokornym hospodarem była także elementem szerszego wzmocnienia obecności tureckiej nad północnymi wybrzeżami Morza Czarnego. Już wiosną 1538 roku (a więc jeszcze przed kampanią mołdawską) załoga turecka obsadziła należący wcześniej do Chanatu Krymskiego Oczaków. W tym też roku taki sam los spotkał należącą wcześniej do Wołoszczyzny Braiłę, wraz z przyległym okręgiem.
Na granicy polsko-litewsko-tureckiej nie zapanował jednak spokój. Przez cały czas miały tam miejsce incydenty zbrojne. Z terytorium Imperium na stronę polską przedostawali się i dokonywali rozbojów Tatarzy, w przeciwnym kierunku wypadów dokonywali Kozacy. Te wydarzenia nie wpływały jednak na politykę państwową, zazwyczaj ograniczano się do wymiany listów i skarg oraz przesyłania spisów poniesionych strat. Potwierdzeniem przyjaznych stosunków między państwami był odnowiony przez Zygmunta Augusta w 1553 roku traktat pokojowy, który anulował wzajemne żądania rekompensaty. Sulejman uznał go między 6 a 15 grudnia.

### Zdobycie Rodos
Choć już Selim I planował wyprawę na Rodos, plany te zrealizował dopiero Sulejman. Armada sułtana składała się z 400 statków, na ich pokładzie przewieziono około 160 tys. ludzi. Na wyspie znajdował się garnizon joannitów, złożony z około 7500 żołnierzy. Walki trwały 6 miesięcy i zakończyły się zdobyciem wyspy przez Osmanów. Padyszach pozwolił jednak joannitom odejść, w zamian za co kawalerowie maltańscy zobowiązali się zachować pokój.

### Węgry
Na konflikty Imperium Osmańskiego z Węgrami składa się szereg wojen, prowadzonych głównie podczas panowania Sulejmana. Pierwszą jego interwencją zbrojną poza granicami kraju była właśnie wyprawa otwierająca drogę na Węgry. Miała ona miejsce w 1521, a jej celem było zdobycie Belgradu. Jako powód wojny Sulejman podał haniebne potraktowanie posła tureckiego (tortury) oraz niezapłacenie haraczu. Armie osmańskie przekroczyły Sawę 26 lipca. Pierwszą armią dowodził sam padyszach, kierowała się ona na Belgrad, druga pod zwierzchnictwem Muhammada kroczyła na Siedmiogród. 29 sierpnia twierdza Belgrad skapitulowała. Sulejman wycofał się po 19 dniach pobytu, zostawiając w mieście garnizon. Pierwsze starcie zakończyło się realizacją planów sułtana
Kolejna wojna wybuchła w 1526 roku, gdy na Węgry wkroczyły dwie armie osmańskie. Podczas tej kampanii doszło do starcia, które miało rozstrzygnąć o losie Węgier – była to bitwa pod Mohaczem. Podczas tej konfrontacji miało miejsce wydarzenie, które bezpośrednio zagroziło życiu Sulejmana – 35 rycerzy bezpośrednio zaatakowało sułtana. Większość z nich zginęła, trzech spośród nich starło się jednak z padyszachem. Zabił on mieczem całą trójkę, po bitwie w jego zbroi tkwiło 7 strzał. Po śmierci w bitwie króla Ludwika II Jagiellończyka Sulejman sprzymierzył się z Janem Zápolyą – pomógł mu w uzyskaniu korony, w zamian za co król Jan stał się dobrowolnym lennikiem sułtana (uznał zwierzchnictwo Imperium Osmańskiego).
10 maja 1529 roku Sulejman wyruszył na kolejną wyprawę na Węgry, by osadzić na tronie Zápolyę. Po zdobyciu Budy w imieniu sułtana dokonano tam koronacji Zápolyi na króla Węgier; Sulejman wyruszył natomiast na Wiedeń. 15 kilometrów od miasta (w miejscowości Bruck) rozbił siły dowodzone przez von Zedlitza i rozpoczął oblężenie metropolii. Jednak pojawienie się wojsk Ferdynanda I sprawiło, że po 19 dniach nakazał odwrót (Oblężenie Wiednia (1529).
Kolejna wyprawa na Węgry miała miejsce w 1532 roku (zob. Oblężenie Güns). Konflikt ostatecznie zakończył się podpisaniem 22 czerwca 1533 formalnego zaniechania działań wojennych, regulującego kwestię władzy nad Węgrami. Król Ferdynand I Habsburg uznał Jana, ten z kolei zobowiązał się płacić haracz Sulejmanowi. Padyszach przyjął tymczasowo to rozwiązanie, ponieważ już wtedy planował wyprawę do Persji i ekspedycję morską na Ocean Indyjski. Spór nie został jednak rozwiązany ostatecznie. Kolejna wyprawa władcy miała miejsce w 1541 roku, następna już w 1543. Po raz ostatni Sulejman wyruszył na Węgry w 1566 roku. Ostatecznie „kwestię węgierską” rozwiązał dopiero Selim II, który w 1568 roku zawarł w Adrianopolu rozejm z Maksymilianem II, kończąc tym samym zmagania o koronę węgierską.

### Flota
Sulejman kontynuował rozbudowę floty morskiej, rozpoczętą przez jego ojca. Uczynił z niej znaczną siłę militarną, tak że była w stanie stawić czoła ówczesnym potęgom morskim, na przykład Portugalii. W 1525 roku bronił portu Dżudda przed wojskami portugalskimi. Rywalizacja z tym państwem zaczęła się od wyprawy z 1538 roku do Indii (wzięły w niej udział 72 okręty z 20 tys. marynarzy). Kolejne wyprawy na akwenie Oceanu Indyjskiego miały miejsce w latach 1546 (podczas tej ekspedycji zdobyto Basrę) oraz 1552.
Czasy panowania Sulejmana to również umocnienie się Imperium Osmańskiego na Morzu Śródziemnym. Początkowo nieliczna flota wspierała wyprawę Sulejmana. W roku 1521 intensywny rozwój marynarki rozpoczął się od przejścia na służbę do Sulejmana (1533) korsarza Chajr ad-Dina Barbarossy (władał Algierem od 1529 roku jako namiestnik sułtana). Flota szybko zyskała znaczną wartość bojową – w 1537 roku wraz z siłami Franciszka I zdobyto Otranto we Włoszech. Podczas bitwy pod Prevezą w 1538 roku flota osmańska pod dowództwem Rudobrodego pokonała flotę koalicji chrześcijańskiej – od tego momentu rozpoczyna się okres dominacji tureckiej na Morzu Śródziemnym, który potrwa aż do bitwy pod Lepanto. Następne dokonania marynarki sułtana to między innymi:
- 1543 – złupienie wybrzeża tyrreńskiego przez armadę Sulejmana (wraz z okrętami francuskimi)
- 1560 – zwycięstwo nad flotą cesarską koło wyspy Dżerba
- 1565 – próba zdobycia Malty, zakończona niepowodzeniem mimo przeważających sił sułtana (200 statków i 36 tysięcy ludzi zdolnych do walki, przeciw około 3500 obrońców).

### Persja
Walcząc o poszerzenie granic swego państwa w Europie, sułtan nie zapominał o wschodnich granicach imperium. Pierwszą wojnę z Persją Safawidów sułtan rozpoczął w 1534. Tego samego roku zdobył Bagdad. Walki na pograniczu, z osobistym udziałem sułtana, trwały jeszcze 2 lata. Kolejne wojny toczone były w latach 1548–1549 oraz 1553–1555. Pokój podpisano 20 maja 1555 w Amasyi; na mocy postanowień traktatu Wielka Porta zatrzymała zdobyty Irak.

## Kanuni znaczy Prawodawca

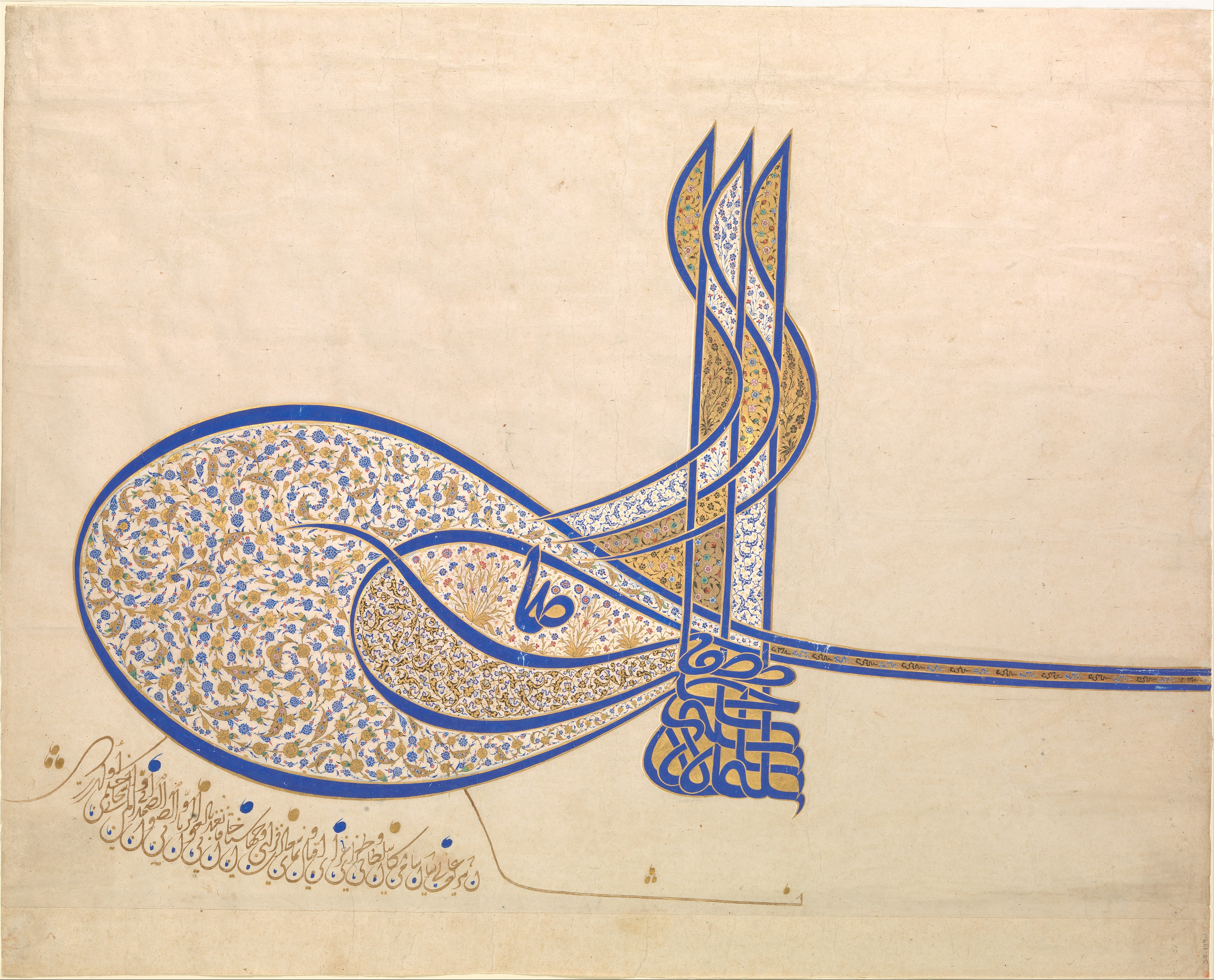
Tugra Sulejmana Wspaniałego

W Imperium Osmańskim podstawy porządku prawnego były regulowane przez szariat, równocześnie rozwijano ustawodawstwo pozytywne pod postacią prawa sułtańskiego. Nie obowiązywała jednak zasada nadrzędności szariatu nad prawem stanowionym (np. za kradzież nie obcinano ręki, lecz wysyłano na galery). Sulejman polecił skodyfikować istniejące przepisy fiskalne i administracyjne, opracowane za Mehmeda II. Tak powstał zbiór Kanunname (księga przepisów prawnych). Rozwinął przepisy regulujące gospodarkę rolną, podjął działania mające na celu ujednolicenie systemu prawnego. Sułtan dążył do podniesienia znaczenia prawa sułtańskiego („uświęcenie” prawa świeckiego). Jego najbliższym współpracownikiem w dziedzinie prawa był Ebüssüud, od 1545 pełniący funkcję szejhülislama. Część przepisów opracowanych za panowania Sulejmana obowiązywała do upadku imperium.

## Poeta i mecenas

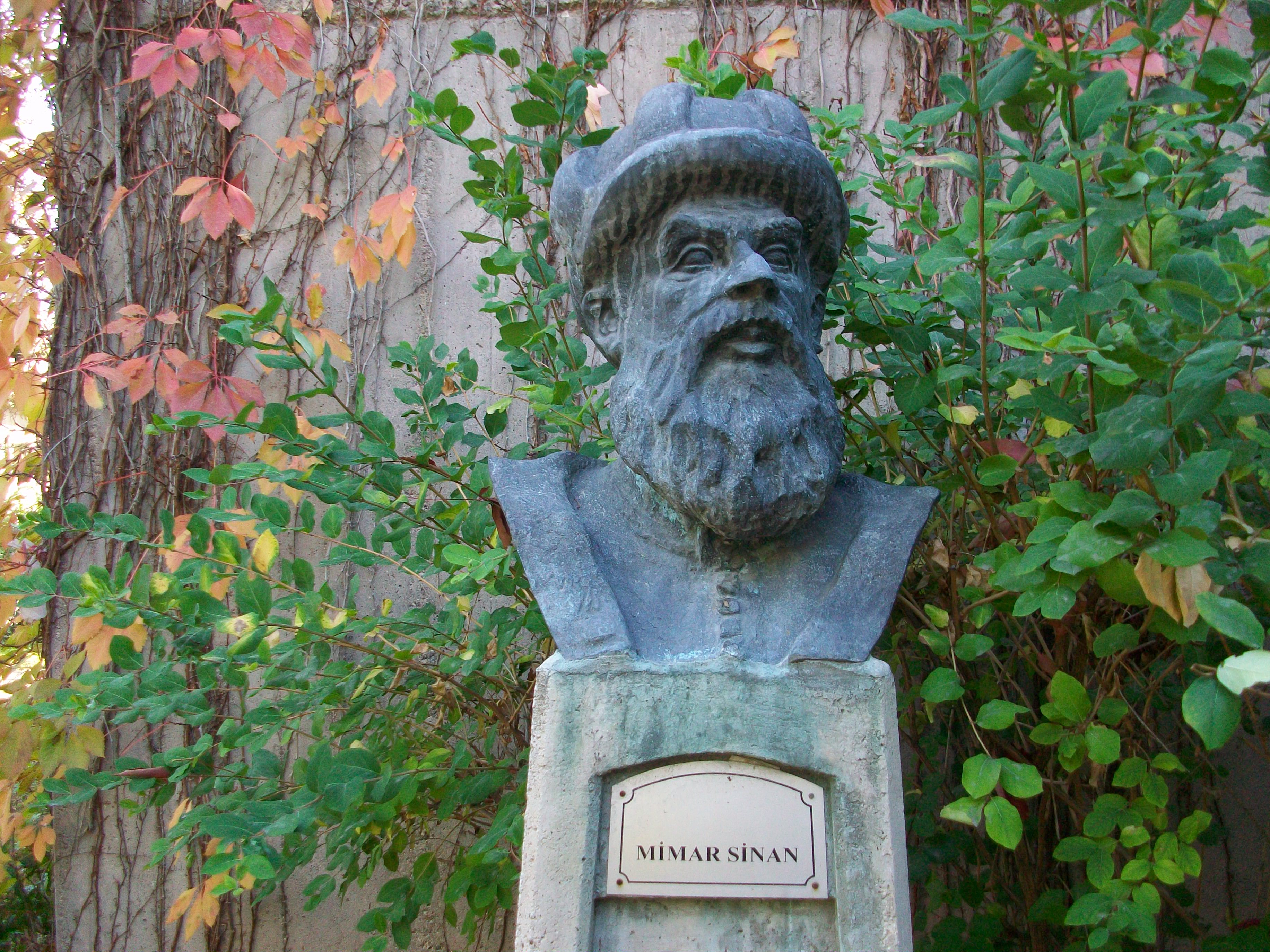
Sinan, nadworny architekt Sulejmana

Sulejman był również poetą, występował pod pseudonimem Muhibbi (czyli miłośnik, zakochany). Najczęściej tworzył gazele. W poezji sułtana wyróżnia się trzy wątki:
- opisy jego doświadczeń jako panującego
- wiersze mistyczne i religijne
- poezję liryczną.

Wspierał życie kulturalne, ufundował liczne budowle. Jako mecenas wspierał zwłaszcza architekta Sinana, który zaprojektował liczne budowle, między innymi meczet Sulejmana (najsłynniejszy projekt), uważany za jedną ze wspanialszych budowli muzułmańskich tego okresu.
Pisał liczne erotyki i listy miłosne adresowane do Roksolany.

## Wielcy wezyrowie za rządów Sulejmana
(w nawiasach podano daty sprawowania urzędu)
- pasza Piri Mehmed (1518–1523), mianowany przez Selima I, ponownie powołany przez Sulejmana
- pasza Ibrahim z Pargi (1523–1536), przez wiele lat najbliższy przyjaciel padyszacha
- pasza Ayas Mehmed (1536–1539)
- pasza Lütfi (1539–1541), autor dzieła Afasnam
- pasza Hadım Sulejman (1541–1544), dowódca wyprawy do Indii z 1538 roku
- pasza Rüstem (urząd sprawował dwukrotnie w latach 1544–1553 oraz 1555–1561), zięć Sulejmana (mąż Mihrimah), mecenas sztuki, zaangażowany w śmierć Mustafy, wprowadził sprzedaż urzędów
- pasza Kara Ahmed (1553–1555), stracony z rozkazu sułtana
- pasza Semiz Ali (1561–1565)
- pasza Sokollu Mehmed (1565–1566), jeden z najwybitniejszych polityków osmańskich

## Śmierć

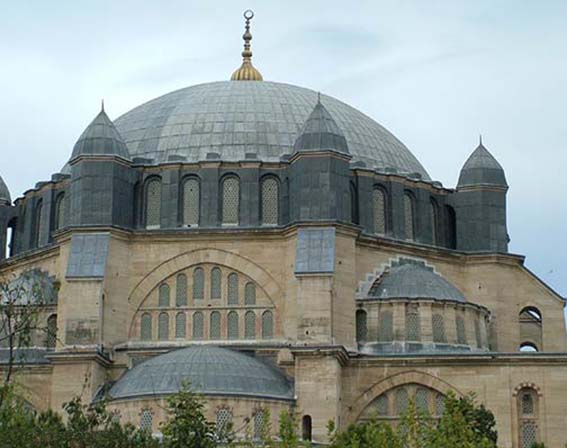
Meczet Sulejmana

Sulejman zmarł w 1566 roku podczas oblężenia Szigetváru, w trakcie wyprawy na Węgry. Jego śmierć tajono przed żołnierzami przez czterdzieści dni. Podczas powrotu wojsk wielki wezyr ogłosił (w Belgradzie) śmierć władcy. Ciało padyszacha (bez serca i wnętrzności) zabrano do Konstantynopola i pochowano, obok Roksolany, w mauzoleum wybudowanym na dziedzińcu meczetu Sulejmana.

## W kulturze
- W 1599 roku w Londynie ukazał się pierwszy w Europie utwór literacki na temat tego władcy: The Tragedie of Soliman[26].
- Sulejman Wspaniały pojawił się, jako postać pozytywna, w grze komputerowej Assassin’s Creed: Revelations[27].
- O jego panowaniu opowiadał turecki serial Wspaniałe stulecie (w rolę monarchy wcielił się Halit Ergenç).
- Czasy Sulejmana opisuje Mika Waltari w II tomie powieści Mikael.